# 355
355 (CCCLV) var ett normalår som började en söndag i den julianska kalendern.

## Händelser

### Augusti
- 11 augusti – Efter att ha anklagats för förräderi utropar sig Claudius Silvanus till romersk kejsare. Efter 28 dagar anländer Ursicinus från Rom och mördar honom.

### November
- 6 november – I Mediolanum upphöjer den romerske kejsaren Constantius II sin kusin Julianus Apostata till caesar över västra Romarriket.

### Okänt datum
- Lentienserna stäms av den romerske befälhavaren Arbetio för flera upplopp mot det romerska styret.
- Frankerna belägrar Köln i tio månader.
- Ett instrument för att mäta vätskors densitet uppfinns i Nordafrika.
- Påven Liberius förvisas med våld till Beroea i Thrakien, eftersom han har vägrat underteckna fördömandet av Athanasius av Alexandria. Felix II blir därvid ny påve.

## Avlidna
- 7 september – Claudius Silvanus, romersk usurpator
- Aedesius, filosof